# 2015 a l'Afganistan
A continuació, es detallen els esdeveniments que van succeir durant l'any 2015 a l'Afganistan.

## Al poder
- President: Ashraf Ghani
- Conseller delegat: Abdullah Abdullah
- Jutge en cap: Abdul Salam Azimi

## Esdeveniments

### Gener
- 5 de gener: Un terrorista suïcida va atacar la seu de la missió de policia de la Unió Europea a l'Afganistan a Kàbul. Això va matar una persona i en va ferir cinc. Els talibans n'han reivindicat l'autoria.[1]
- 14 de gener: Una vaga de drons estatunidenca va matar almenys dos militants d'Al-Qaida i va matar accidentalment dos ostatges: Warren Weinstein i Giovanni Lo Porto.[2]
- 15 de gener: Uns funcionaris de seguretat afganesos arresten cinc homes a Kabul en relació amb la presumpta participació d'aquests en la matança escolar de Peshawar del 2014 al Pakistan.[3]
- 29 de gener: Insurrecció talibana
  - Els atacs talibans a l'Afganistan deixen 17 morts.[4]
  - Tres contractistes estatunidencs moren a l'aeroport internacional Hamid Karzai.[5]

### Febrer
- 3-4 de febrer: Les tropes afganeses, estatunidenques i de l'OTAN van dur a terme una missió a la província de Nangarhar. Van capturar 6 militants talibans que estaven en crida i cerca per la matança de l'escola Peshawar del 2014.[6]
- 9 de febrer: Una vaga de drons de la Força Aèria dels Estats Units a la província de Helmand va matar el mul·là Abdul Rauf Khadim, sotscomandant de l’ISIL-K, i 5 militants més van morir en l'atac.[7]
- 25 de febrer: Almenys 187 persones moren per allaus al nord-est de l’Afganistan.[8]
- 26 de febrer: Un atac suïcida talibà contra un vehicle del govern turc a Kàbul deixa almenys un mort.[9]

### Març
- 24 de març: Durant una visita als Estats Units de Ghani i Abdullah, el president estatunidenc va anunciar que les forces estatunidenques romandrien amb uns 9800 efectius fins al 2015, i que no es reduirien a 5.000 com s'havia previst originalment.
- 25 de març: L'exèrcit nacional afganès mata vint-i-nou insurgents i en fereix vint-i-un més en una sèrie d’operacions a les províncies de Daikundi, Ghazni i Parwan.[10]

### Abril
- 18 d'abril: Un atac suïcida massiu a Jalalabad va causar la mort de més de 30 persones i en va ferir més de 100. Un portaveu de l'ISIL va dir que aquesta va dur a terme l’atac.[11]
- 24 d’abril: Comença la batalla de Kunduz.

### Maig
- Uns terroristes suïcides van atacar la pensió del Park Palace el 13 de maig del 2015. Les forces especials noruegues del Marinejegerkommandoen van tenir un paper central a l'hora de salvar 37 ostatges australians mentre mantenien un contacte directe amb l'ambaixador australià a Kàbul.[12]
- A la darreria de maig: Es van mantenir converses secretes a la ciutat xinesa d'Ürümchi entre l'emissari de pau de l’Afganistan i representants dels talibans.[13] La trobada va ser facilitada per l'agència d'intel·ligència pakistanesa ISI.[14]

### Juny
- Atac al Parlament de Kabul del 2015: Els talibans se serveixen d'un cotxe bomba, rifles d'assalt i llançagranades per atacar el parlament. L'atac deixa una dona morta i 30 civils ferits.

### Juliol
- 7 de juliol: El tercer comandant del grup sènior de l’ISIL a l’Afganistan, Shahidullah Shahid, va ser assassinat juntament amb cinc terroristes més en un atac de drons estatunidencs a la província de Nangarhar.[15]
- 13 de juliol: Almenys 33 persones van morir en un atac suïcida amb un cotxe bomba prop del camp Chapman, que allotjava tropes afganeses i internacionals a la província de Khost.[16]
- 20 de juliol: Vuit soldats afganesos van morir i cinc van ser ferits per foc amic des d’un helicòpter apatxe americà a la província de Logar, al sud de Kàbul, durant una batalla amb els insurgents.[17][18]

### Agost
- 7 d'agost: Una sèrie de bombardejos a Kàbul van matar 50 persones i en van ferir 500. L'autoria dels fets va ser reclamada pels talibans.[19]
- 10 d’agost: Un suïcida talibà va atacar un control prop de l'entrada de l’aeroport internacional de Kàbul i va matar cinc persones.[20]
- 22 d'agost: Un atac suïcida contra un comboi de l'OTAN a Kàbul mata 12 i en fereix 66.[21]
- 26 d'agost: Dos soldats de l'OTAN van morir en un "atac d'infiltrats" a la província de Helmand.[22]

### Octubre
- De l'1 al 4 d'octubre: Uns avions estatunidencs van llançar 22 atacs aeris en el decurs de quatre dies sobre objectius talibans a Kunduz.[23]
- 2 d'octubre: Un avió C-130 dels Estats Units es va estavellar a l'aeroport de Jalalabad en un incident no hostil i va deixar 12 morts.[24]
- 3 d'octubre: Una canonera USAF AC-130U va atacar el Centre de traumatologia Kunduz, operat per Metges Sense Fronteres durant la batalla de Kunduz, la qual cosa va matar almenys 30 persones i en va ferir més de 30.
- 10 d’octubre: Un helicòpter RAF Puma Mk2 es va estavellar mentre aterrava a la seu de la missió d’entrenament i suport de l’OTAN a Kàbul i va matar cinc efectius de l’OTAN.[25]
- Del 7 a l'11 d'octubre: Al districte de Shorabak, província de Kandahar, 200 operadors de les forces especials estatunidenques i afganeses, amb el suport de 63 atacs aeris estatunidencs, van destruir el camp d'entrenament AQIS, "probablement el més gran de la història" i van matar uns 160 terroristes d'Al-Qaida.[26] Aquell mateix dia, els talibans van atacar un comboi militar britànic a Kàbul; no hi va haver víctimes britàniques, però set afganesos van ser ferits.[20]
- 13 d'octubre: Un F-16 estatunidenc va ser atacat per foc d'armes lleugeres insurgents mentre sobrevolava la província de Paktia, fet que el va obligar a tornar-se'n a la base.[27]
- 14 d'octubre: Les forces estatunidenques i afganeses van recuperar la ciutat de Kunduz després que els talibans se n'haguessin retirat.[28]
- 15 d'octubre: El president Obama anuncia que mantindrà 9.800 efectius a l'Afganistan durant la major part del 2016 i 5.500 fins al 2017, en comptes de reduir la força a uns 1.000 membres del servei a la darreria del 2016.[26]
- 20 d’octubre: Els talibans prenen Babaji, a la província de Helmand.[29]
- 26 d’octubre: El terratrèmol de l'Hindu Kush del 2015, amb una magnitud de 7,5 graus, va arribar al nord-est de l’Afganistan, amb tremolors que es van percebre a l’Índia i al Pakistan, i 260 morts pel cap baix.[30]

### Novembre
- Data desconeguda: Els talibans havien envoltat les forces policials al centre del districte de Marja, tot amenaçant de prendre la ciutat i dur a terme l'assalt de la capital provincial. No obstant això, en una missió de rescat de vuit soldats d'operacions especials dels Estats Units que dirigien un contingent de soldats afganesos, el districte va restar sota control governamental.[31]
- Data desconeguda: Una companyia d'agents rurals de l'exèrcit estatunidenc i forces antiterroristes afganeses van destruir un camp d'entrenament d'Al-Qaida en una "lluita acarnissada" que va durar diversos dies al sud-est de l'Afganistan.[32]
- 25 de novembre: L'exèrcit afganès va iniciar una operació per rescatar ostatges capturats pels talibans després que el seu helicòpter hagués estat abatut al districte de Pashtun Kot, província de Faryab el dia anterior. De les 21 persones a bord, tres van ser mortes a les mans dels talibans.[33]

### Desembre
- Primeria del desembre: Les forces de l'OTAN havien dut a terme atacs aeris potents a diversos districtes de Helmand, incloent-hi Marja, Sangin i Babaji. En una altra operació conjunta, a Nawzad, l'OTAN i les forces afganeses van dur a terme una operació de rescat en què van alliberar 62 ostatges dels talibans, incloent-hi oficials de policia i civils.[31]
- 5 de desembre: Al llarg de la nit, un grup d'agents rurals va participar en un tiroteig amb tropes enemigues a prop de la frontera entre l'Afganistan i el Pakistan; passades les cinc de la matinada, el comandant va demanar l'evacuació després d'assabentar-se que s'hi acostava un grup enemic encara més nombrós. A l'escena, hi va arribar un helicòpter del 160 SOAR que va començar a disparar i va rebre un foc molt intens de l'enemic. Va atreure el foc un helicòpter Apatxe AH-64 del 101è Regiment d’Aviació del 1r Batalló que escortava l’helicòpter i va situar el seu apatxe directament entre les tropes dels Estats Units, l’helicòpter i les forces enemigues. En conseqüència, l'evacuació va ser reeixida.[34]
- 8 de desembre: Els talibans ataquen l'aeroport de Kandahar i maten 37 persones, incloent-hi nou insurgents talibans i 35 persones i un insurgent ferits.[35]
- 11 de desembre: Els militants talibans ataquen l'ambaixada espanyola a Kàbul i maten un total de nou persones i autors de l'atac.
- 17 de desembre: Uns Boines Verdes de la Companyia A, del 1r Batalló del 19è grup de forces especials, acompanyaven un equip de comandos afganesos en una operació de neteja a la vall de Khan Neshin, a la província de Helmand. Mentre netejaven diverses estructures, es va esdevenir un tiroteig que va causar la mort de dos afganesos i almenys cinc combatents enemics, a banda de dos estatunidencs ferits. Un boina verda va ser guardonat amb l'estel de plata per les seves accions en l'esdeveniment.[36]
- 21 de desembre: Els talibans van dur a terme un atac suïcida contra una patrulla conjunta de l'OTAN i l'Afganistan a prop de la base aèria de Kandahar i van matar sis aviadors estatunidencs.[37][38]
- 25 de desembre: Ashraf Ghani i Narendra Modi inauguren l'edifici nou del Parlament de l'Afganistan,[39] i un terratrèmol sacseja el nord de l'Afganistan.